# آي باد أو إس 18
آي باد أو إس 18 (بالإنجليزية: iPadOS 18)‏ هو الإصدار الرئيسي السادس والقادم من سلسلة أنظمة التشغيل iPadOS التي طورتها شركة أبل لخط iPad من أجهزة الكمبيوتر اللوحية. خليفة iPadOS 17، تم الإعلان عنه في مؤتمر الشركة العالمي للمطورين (WWDC) جنبًا إلى جنب مع iOS 18 وwatchOS 11 و macOS Sequoia في 10 يونيو 2024، وسيتم إصداره في سبتمبر 2024.
iPadOS 18 هو الإصدار الأول من iPadOS الذي يتضمن تطبيق الآلة الحاسبة، بالإضافة إلى Apple Intelligence.

## وصلات خارجية
- الموقع الرسمي

1. ↑  "iOS 18.3 Features: Everything New in iOS 18.3" (بالإنجليزية). 27 Jan 2025.{{استشهاد ويب}}:  صيانة الاستشهاد: لغة غير مدعومة (link)